# 뇌하수체 문맥계
뇌하수체 문맥계(腦下垂體門脈系, 영어: hypophyseal portal system)는 뇌 기저부의 미세순환계에 있는 혈관계로, 시상하부를 뇌하수체 전엽과 연결한다. 뇌하수체 문맥계의 주요 기능은 시상하부 궁상핵과 뇌하수체 전엽 사이에서 호르몬을 신속하게 운반하고 교환하는 것이다. 문맥계의 모세혈관은 천공되어 있어(혈관 투과성이 높은 많은 작은 통로를 가짐) 시상하부와 뇌하수체 사이의 빠른 교환을 가능하게 한다. 뇌하수체 문맥계에 의해 운반되는 주요 호르몬으로는 생식샘자극호르몬 방출호르몬, 부신겉질자극호르몬 방출호르몬, 성장호르몬 방출호르몬, 갑상샘자극호르몬 방출호르몬이 있다.

## 같이 보기
- 뇌하수체 기능 저하증